# Triaspis (djur)
Triaspis är ett släkte av steklar som beskrevs av Alexander Henry Haliday 1838. Triaspis ingår i familjen bracksteklar.

## Bildgalleri

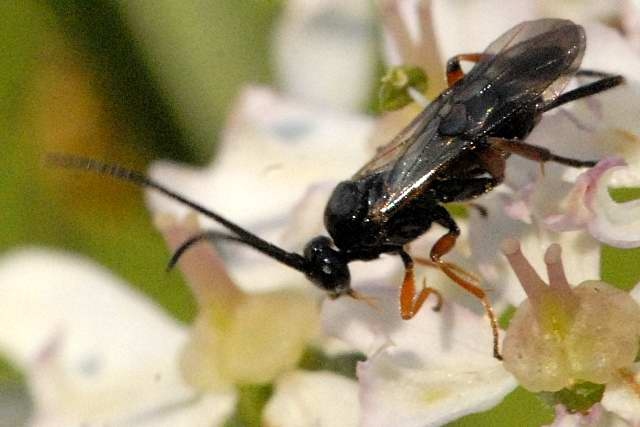

## Dottertaxa tillTriaspis, i alfabetisk ordning[1][2]
- Triaspis abditiva
- Triaspis aequoris
- Triaspis affinis
- Triaspis algirica
- Triaspis angustiventris
- Triaspis anomala
- Triaspis apionis
- Triaspis aquila
- Triaspis armeniaca
- Triaspis azteca
- Triaspis bambusae
- Triaspis bangela
- Triaspis bictica
- Triaspis breviventris
- Triaspis brucivora
- Triaspis buccula
- Triaspis caledonica
- Triaspis carentica
- Triaspis caucasica
- Triaspis caudata
- Triaspis cervicalis
- Triaspis claripennis
- Triaspis collaris
- Triaspis complanellae
- Triaspis concava
- Triaspis concisa
- Triaspis conico
- Triaspis convexa
- Triaspis corusca
- Triaspis curculiovorus
- Triaspis daci
- Triaspis deversa
- Triaspis devinensis
- Triaspis eflucta
- Triaspis elaeagni
- Triaspis emarginata
- Triaspis eugenii
- Triaspis facialis
- Triaspis fijica
- Triaspis flavipalpis
- Triaspis flavofacies
- Triaspis floricola
- Triaspis fulgens
- Triaspis fumosa
- Triaspis glaberrima
- Triaspis graeca
- Triaspis halidayi
- Triaspis hansoni
- Triaspis hispanica
- Triaspis krivolutskayae
- Triaspis kurtogaster
- Triaspis laticarinata
- Triaspis lugubris
- Triaspis luteipes
- Triaspis magnafoveae
- Triaspis masoni
- Triaspis matercula
- Triaspis mervarki
- Triaspis metacarpalis
- Triaspis minuta
- Triaspis nanchaensis
- Triaspis nishidai
- Triaspis nobilis
- Triaspis obscurella
- Triaspis ocellulata
- Triaspis odontochila
- Triaspis odrina
- Triaspis oranga
- Triaspis pallipes
- Triaspis pernegrus
- Triaspis pinsapo
- Triaspis pissodis
- Triaspis podlussanyi
- Triaspis prima
- Triaspis prinops
- Triaspis pumila
- Triaspis pygmaea
- Triaspis rectangulata
- Triaspis rimulosa
- Triaspis ruficollis
- Triaspis schrottkyi
- Triaspis scotospila
- Triaspis sekerai
- Triaspis semiareola
- Triaspis semiglabra
- Triaspis semilissa
- Triaspis shangchia
- Triaspis shawi
- Triaspis simplicifrons
- Triaspis stenochila
- Triaspis stenogaster
- Triaspis stictostiba
- Triaspis stilpnogaster
- Triaspis striatula
- Triaspis striatulus
- Triaspis striola
- Triaspis sulcata
- Triaspis tadorna
- Triaspis terebra
- Triaspis testacea
- Triaspis thomsoni
- Triaspis thoracica
- Triaspis transita
- Triaspis tricolorata
- Triaspis tripartita
- Triaspis umbofer
- Triaspis warnckei
- Triaspis vernalis
- Triaspis versata
- Triaspis vestiticida
- Triaspis whartoni
- Triaspis virginiensis
- Triaspis wittei
- Triaspis xanthochila
- Triaspis xylophagi